# Alcis holophaearia
Alcis holophaearia är en fjärilsart som beskrevs av George Francis Hampson 1907. Alcis holophaearia ingår i släktet Alcis och familjen mätare. Inga underarter finns listade i Catalogue of Life.